# Буллер, Уолтер
Уолтер Лаури Буллер (9 октября 1838 — 19 июля 1906) — новозеландский адвокат, натуралист и орнитолог.
Автор книги «История птиц Новой Зеландии» (англ. A History of the Birds of New Zealand) (1872—1873, 2-е изд. 1887—1888), иллюстрированная Й. Г. Кёлемансом. В 1882 году Уолтер Буллер впервые опубликовал «Manual of the Birds of New Zealand». В 1905 году опубликовал двухтомный труд «Supplement to the History of the Birds of New Zealand».
Переехал в Англию и там скончался.